# Matriu mitocondrial

Estructura del Mitocondri:
1) Membrana Interna
2) Membrana Externa
3) Crestes mitocondrials
4) Matriu

La matriu mitocondrial és l'espai aquós comprès dins la membrana mitocondrial interna. Conté menys molècules que el citosol, tot i que conté ions, metabòlits per oxidar, ADN circular bicatenari molt semblant al dels bacteris, ribosomes tipus 70S semblants als dels bacteris, anomenats mitorribosomes, que realitzen la síntesi d'algunes proteïnes mitocondrials i lògicament, ARN mitocondrial; és a dir, tenen els orgànuls que tindria una cèl·lula procariota de vida lliure. A la matriu mitocondrial tenen lloc diverses rutes metabòliques clau per a la vida, com és el cicle de Krebs i la beta-oxidació mitocondrial dels àcids grassos.